# Tankerness House Museum

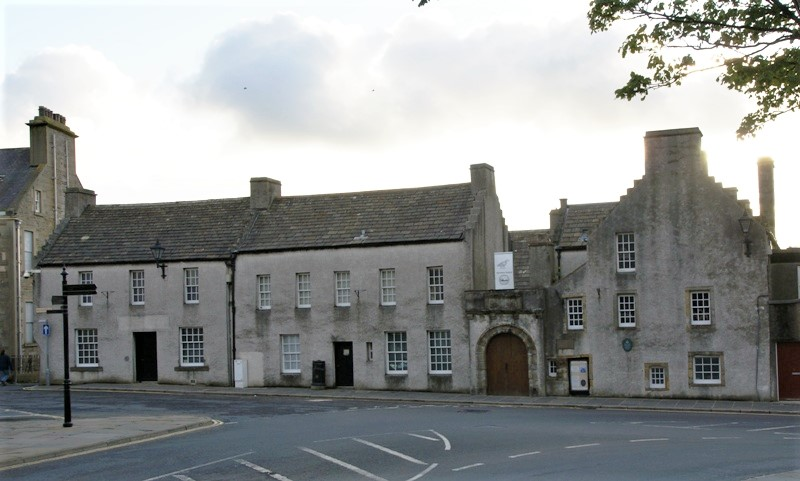
Het Tankerness House Museum in Broad Street, Kirkwall.

Het Tankerness House Museum, ook bekend onder de naam The Orkney Museum, is een museum, gelegen in Kirkwall op Mainland, een van de Schotse Orkney-eilanden.

## Geschiedenis
Tankerness House werd gebouwd in de zestiende eeuw als de aartsdiaconie voor de St. Magnus Cathedral. De woning bestaat uit een aantal vleugels gegroepeerd om een binnenplaats met een poort aan de straatzijde.
Boven de poort die toegang geeft tot deze stadswoning hangt het wapenschild van de eerste protestantse dominee en aartsdiaken, samen met zijn initialen M G F, Master Gilbert Fulzie, en de jaaraanduiding 1574. De poort en de noordelijke vleugel vormen het oudste deel van het complex.
Tankerness House werd uitgebreid heringericht en verbouwd in de achttiende eeuw. Vanaf 1641 werd Tankerness House bewoond door de familie Baikie van Tankerness, die het huis zijn naam gaven.
In 1968 werd de woning gerestaureerd en ingericht als museum.
Het complex is een A-listed Building.

## Collectie
Het museum vertelt het verhaal van de Orkney-eilanden door de eeuwen heen, beginnende in de prehistorie. Zo zijn er exposities over de Orkneys in het neolithicum, in de tijd van de Picten, in het Vikingen-era en in de Middeleeuwen.
Hoogtepunten in de collectie zijn onder meer de klasse I Pictische steen Knowe of Burrian, de vondsten uit een Vikingbootgraf in Scar (Sanday) met de Scar plaque van walvisbot, en de houten kist waarin de botten van Sint Magnus werden bewaard.

## Beheer
Het Tankerness House Museum wordt beheerd door de Orkney Islands Council.